# Goel
Goel es el nombre que se daba en el Israel de los Jueces a los varones de una misma familia descendientes de un antepasado común. A los goeles les correspondían diversos deberes, como rescatar la propiedad familiar que estuviese en manos ajenas, ejercer la venganza de sangre en caso de que uno de los miembros de la familia hubiese sido víctima de un homicidio o ejercer el deber del levirato para dar sucesión legal a miembros difuntos de la familia que hubiesen muerto sin descendencia. Entre los goeles existía una jerarquía, posiblemente dependiendo de la primogenitura de las líneas familiares.
En líneas generales, se denomina goel a la persona que puede tomar la justicia de su mano con el fin de vengar a quien atenta contra un ser amado. En el Antiguo Testamento se dice que Dios es el Goel de Israel, ya que fue por medio de él que se lograron muchas hazañas contra los que sometieron al pueblo judío.
La institución del goel aparece especialmente ejemplificada en el Libro de Rut.
- Datos: Q1534046